# Submacht
Submacht ist ein von dem französischen Philosophen Michel Foucault geprägter Begriff, der das Verhältnis von Individuum und gesellschaftlicher Ordnung zu erklären sucht. Dabei soll Submacht als ein "mikroskopisch kleiner Faden" politischer Macht verstanden werden, welcher die Individuen durchzieht. Jedoch soll politische Macht dabei nicht als eine Macht des Staatsapparates oder einer an der Herrschaft befindlichen Klasse verstanden werden. Submacht beschreibt einen Mechanismus, der den Individuen innewohnt und sie aus sich selbst heraus dazu bringt, sich an einen Apparat zu binden und in seinem Sinne zu handeln.

## Beispiel
Man könnte beispielhaft sagen: Damit eine Fabrik eine profitable Ware herstellen kann, müssen die Arbeiter arbeiten. Damit jene Arbeiter arbeiten, muss in ihnen zunächst eine Art Zustimmung zur Arbeit vorhanden sein. Eine solche wird durch bestehende Institutionen – etwa die Schule, das Gefängnis, die Irrenanstalt, die Familie – antrainiert. In jenen Institutionen wird ein Arbeitswille innerhalb des Individuums geformt, den dieses Individuum künftig auch seinen Mitmenschen fortwährend abverlangt. So durchzieht die Norm des "Arbeitswille-Haben-Müssens" als Submacht die Individuen.

## Foucaults Differenz zum historischen Materialismus
Während die traditionellen Marxisten davon ausgingen, dass es die Produktionsverhältnisse sind, die die Grundlage aller (ideologisierten) Wissenschaften und Weltanschauungen bilden, möchte Foucault mit dem Begriff der Submacht tiefer gehen:
"Es wird deutlich, dass wir die Humanwissenschaften […] nicht als eine Ideologie begreifen können, die lediglich Reflex und Ausdruck der Produktionsverhältnisse im menschlichen Bewusstsein wäre. […] [D]iese Wissens- und Machtformen [sind] nicht Ausdruck der Produktionsverhältnisse und lassen sich nicht darauf zurückführen. Sie sind sehr viel tiefer verwurzelt, und zwar nicht nur im menschlichen Dasein, sondern auch in den Produktionsverhältnissen. Denn die für kapitalistische Gesellschaften typischen Produktionsverhältnisse setzen neben einer Reihe ökonomischer Determinanten auch die beschriebenen Machtverhältnisse und Funktionsweisen des Wissens voraus. Macht und Wissen sind also tief in den Produktionsverhältnissen verwurzelt und liegen nicht einfach darüber."
Da Institutionen, die die von Foucault angenommene Submacht entstehen ließen, der kapitalistischen Gesellschaft historisch vorangingen, könne die Submacht nicht erst Ausdruck der kapitalistischen Produktionsweise sein.